# 燕王噲
燕王 噲（えんおう かい、? - 紀元前314年）は、中国の戦国時代の燕の君主（在位：紀元前320年 - 紀元前318年）。

## 生涯
父は先代の易王。王としての能力に欠けており、国政を宰相の子之に任せっきりにして表舞台から隠退同然の生活を送っていたという。このため、燕は絶大な権勢を掌握した子之により数年で乱れ、国を憂えた太子の姞平は子之を討とうとした。このため燕は内乱状態となり国は乱れて荒廃し死者も多数出たが、噲は何ら有効な手立てを打とうとすらしなかった。
この内乱を見て斉の宣王が公子職（のちの昭王）を援助すると称して軍を送り込んだ。しかし斉軍は子之軍だけでなく公子職軍も襲い、その兵乱の中で噲は殺害され、燕は斉に服属させられることになった。